# Любовные похождения блондинки
«Любовные похождения блондинки» (чеш. Lásky jedné plavovlásky) — чёрно-белый кинофильм режиссёра Милоша Формана, снятый в 1965 году.

## Сюжет
Действие фильма происходит в провинциальном чешском городке Зруче. На городской обувной фабрике работают в основном женщины, и директор фабрики организовал перевод в город армейской части воинов запаса. Чтобы процесс знакомства мужчин и женщин прошёл быстрее, он устроил вечеринку с танцами.
Главную героиню фильма рабочую фабрики Андулу соблазняет музыкант группы, игравшей на танцах, Милда. Он проводит с ней одну ночь в комнате женского общежития и затем уезжает обратно в Прагу, благополучно забыв о встрече. Девушка, напротив, отнеслась к этой истории очень серьёзно. Она собрала все свои вещи, поехала в Прагу и заявилась домой к Милде и его родителям. После всего того, что между ними произошло, они должны жить вместе.

## В ролях
- Хана Брейхова — Андула
- Владимир Пухолт — Милда
- Владимир Меншик — Вачовски
- Иван Киль — Манас
- Иржи Хрубы — Бурда
- Милада Ежкова — мать Милды
- Йозеф Себанек — отец Милды

## Награды и номинации
- 1965 — участник конкурсного показа Венецианского кинофестиваля
- 1967 — премия «Бодил» за лучший европейский фильм (Милош Форман)
- 1967 — номинация на премию «Оскар» за лучший фильм на иностранном языке
- 1967 — номинация на премию Золотой Глобус за лучший фильм на иностранном языке